# ده‌دره
ده‌دره، روستایی از توابع بخش الوار گرمسیری شهرستان اندیمشک در استان خوزستان ایران است.
ساکنان این روستا از طایفه میرزاوند بالاگریوه از تیره پایداروند هستند
جمعیت فعلی این این روستا 30 خانوار و 180نفر می باشد.
شغل مردم این روستا دامداری و کشاورزی به طور محدود می باشد.
راه دسترسی کوهستان میرزاوند از این روستا میگذرد.
مسیر منتهی جاده ای که از این روستا میگذرد به کوه های لوک،ریت کوه و کووس کاوه و بیاو هست.
در ضلع شرقی این روستا مدرسه ابتدایی نبوت وجود دارد که قدمتی 50 ساله دارد.
سرسبزی درختان بلوط در فصل بهار جلوه زیبایی به این روستا می دهد.
از مکانهای دیدنی این روستا می توان به چشمه کولیو و آسیاب قدیمی ان اشاره کرد.
و همچنین غار زیبا و باستانی کولیو.
از مناطق میانکوهی این مردم این روستا می توان به منطقه بور،تیتک،آب مورت،یغه لجی، تووه و مناطق ییلاقی به کوه های گیاهکوه،گلال زال،بخشی از داروان اشاره کرد.
پایدار (پادار)
یکی از هفت فرزند رضا پسر چهارم میرزا نیای طایفه میرزاوند
سه پسر به نام های جانی ،حیردالله،عبدالله داشته است
از جانی یک پسر به نام پایدار به جا مانده
و از پایدار ۹ پسر
به نام های 
کریم خان،سارون،فتحی،محمود،نادرخان،کوچک خان، حیدرخان،صادق،جانی
داشته است.
که از سه زن به نام های پرینوش،مپاره و نیکه بوده اند.
و ساکنان این روستان فرزندان، نواده ها و نتیجه های این مردان و زنان اند.

## جمعیت
این روستا در دهستان قیلاب قرار دارد و براساس سرشماری مرکز آمار ایران در سال ۱۳۹۵، جمعیت آن ۸۹ نفر (۲۷ خانوار) بوده‌است.